# Phenacogrammus interruptus

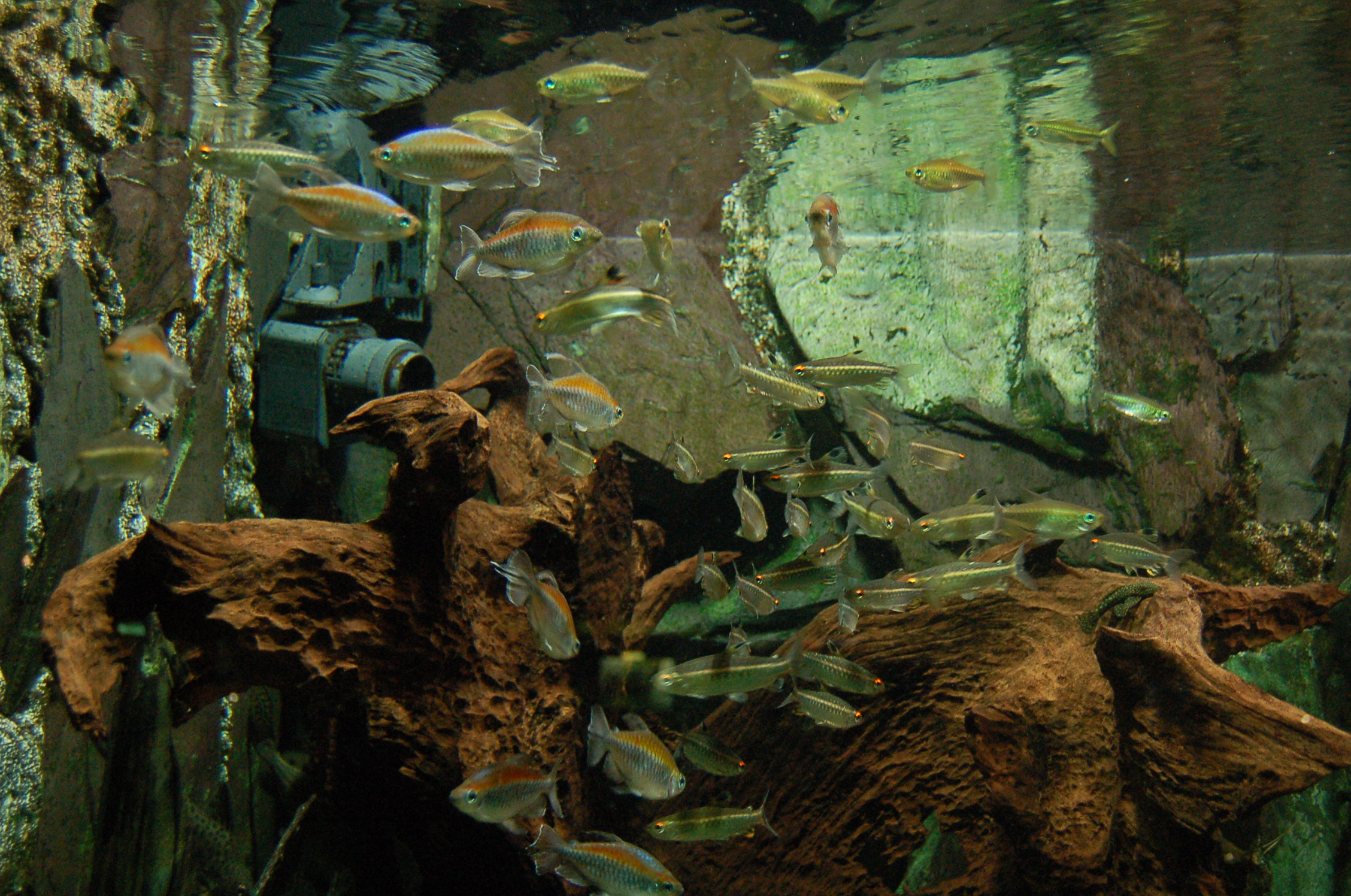
Acquario con Phenacogrammus interruptus e Arnoldichthys spilopterus

Il tetra del Congo (Phenacogrammus interruptus (Boulenger, 1899)) è un pesce di acqua dolce appartenente alla famiglia Alestidae.

## Distribuzione e habitat
Questa specie è diffusa nel tratto centrale del fiume Congo e nei suoi affluenti. Vive in zone ricche di vegetazione acquatica.

## Descrizione
Il corpo è allungato, di forma ovale; le femmine raggiungono una lunghezza massima di 6 cm, mentre i maschi, più colorati, grandi e con le pinne più allungate, raggiungono gli 8. La colorazione è iridescente, prevalentemente blu ma più pallida sul ventre, con una striatura orizzontale arancione sul dorso, giallastra o arancione.

## Biologia

### Comportamento
Nuota in banchi non particolarmente grandi; non è una specie aggressiva.

### Alimentazione
È onnivoro e si nutre sia di vegetali che di invertebrati come vermi, insetti e crostacei.

## Acquariofilia
Va allevato in banchi di almeno 5 individui in un acquario delle dimensioni minime di 100 cm. Non si riproduce spesso in cattività.